# Новые Выселки (Мордовия)
Новые Выселки — село, центр сельской администрации в Зубово-Полянском районе Мордовии.

## География
Расположено в 15 км от районного центра и железнодорожной станции Зубова Поляна.

## История
Название — русское заимствование: выселки — поселение на новом месте. В «Списке населённых мест Тамбовской губернии» (1866) Новые Выселки — село казённое из 245 дворов (1415 чел.) Спасского уезда; имелись церковь, мельница. В 1930-е гг. был создан колхоз им. Калинина, с 1996 г. — СХПК «Нововыселкский». В современном селе — средняя школа, Дом культуры, медпункт, пекарня, 2 магазина, мельница; памятник воинам, погибшим в годы Великой Отечественной войны. Уроженцы Новых Выселок — Герой Советского Союза М. М. Коняшкин.

## Население
| 2002 | 2010 |
| ---- | ---- |
| 756  | ↘752 |

Национальный состав
Согласно результатам Всероссийской переписи населения 2002 года, в национальной структуре населения мордва-мокша составляли 95 %.

## Источник
- Энциклопедия Мордовия, О. Е. Поляков.